# Замръзнала планета
Замразена планета (на английски: Frozen Planet) е документален филм за природата, създаден от Би Би Си.
Сериите се състоят от 7 епизода с продължителност от около 60 минути. Заснети са с помощта на уникални фотографски техники и иновативни технологии. Дейвид Атънбъроу се завръща като разказвач. Продукцията се разпространява под лиценз от Би Би Си в други страни, Discovery Channel за Северна Америка, ZDF за Германия, Antena 3 за Испания и Skai TV за Гърция.